# JPEG 2000
JPEG 2000 — спосіб стиснення даних, який відрізняється від JPEG меншими втратами при дуже високих ступенях стиснення. Ілюстрації описуються у всій сукупності, а не діляться на окремі блоки. JPEG 2000 може працювати з різною роздільною здатністю, необхідною для того або іншого представлення зображення (наприклад, попередній перегляд або показ в Інтернеті).